# Гребенник Віталій Сергійович
Віталій Сергійович Гребе́нник (13 травня 1928, Кролевець — 2006) — український живописець; член Спілки радянських художників України з 1963 року. Лауреат Всеукраїнського літературно-мистецького фестивалю «Кролевецкі рушники» (2003).

## Біографія
Народився 13 травня 1928 року у місті Кролевці (нині Сумська область, Україна). 1956 року закінчив Київський художній інститут, де навчався уВолодимира Костецького, Іллі Штільмана, Тетяни Яблонської. Впродовж 1959–1988 років працював у майстернях Чернігівського та Київського Художніх фондів УРСР.
Мешкав у Києві, в будинку на вулиці Миколи Кибальчича № 8 а, квартира 17. Помер у 2006 році.

## Творчість
Працював у галузі станкового живопису у жанрі портрету, пейзажу та натюрморту. Серед робіт:
- серія пейзажів «Чернігівщина» (1959);
- «Повернення до землі» (1957);
- «Маєток Лизогубів. Седнів»  (1961);
- «Літо»  (1961);
- «На полях України»  (1961);
- «Ранок у Седневі» (1961);
- «Кульбаби» (1962);
- серія пейзажів «Полісся» (1965);
- «Під Каневом» (1965);
- «Весняне Полісся» (1969);
- «Повоєнні роки» (1971);
- «Деснянські луки» (1975);
- «Полісся Чернігівщини» (1975);
- «Тиша»  (1978);
- «Осінній смуток» (1978);
- «А кругом поля шумлять» (1980);
- «Лаврська весна» (1982);
- «Лікар» (1984);
- «Кролевеччина» (2000);
- «Вітряний день» (2002).

Брав участь у обласних, республіканських, всесоюзних мистецьких виставках з 1957 року. Персональні виставки відбулися у Чернігові у 1957 році та Кролевці у 2003 році. 
Окремі твори зберігаються у Миколаївському і Харківському художніх музеях.